# Hammerdals tingslag
Hammerdals tingslag var ett tingslag i Jämtland, och var landskapets nordligaste tingslag. 
År 1928 hade tingslaget 18 007 invånare på en yta av 9 220 km². Tingsförhandlingarna hölls sedan medeltiden ursprungligen huvudsakligen i byn Mo i Hammerdal, men flyttades 1911 till det nybyggda tingshuset i Strömsund. 
Tingslaget bildades 1741, och upphörde 1948 då verksamheten överfördes till Jämtlands norra domsagas tingslag. 
Tingslaget ingick till 1811 i Jämtlands domsaga, mellan 1811 och 1879 i Norra Jämtlands domsaga och från 1879 i Jämtlands norra domsaga.

## Socknar i tingslaget
- Hammerdals socken
- Gåxsjö socken
- Ströms socken
- Alanäs socken
- Frostvikens socken